# 唐官屯站
唐官屯站是一个京沪线上的铁路车站，位于天津市静海区唐官屯镇，目前为三等站，邮政编码为301608。车站曾办理客运业务，目前仅办理货运业务：办理整车货物发到，不办理散堆装货物、怕湿货物发送、到达。站内设有通往三和众诚石油制品销售有限公司的专用线。
车站建于1909年，1958年在原址南侧200米建设新站，设有2条股道和2条货物线。1977年津浦铁路复线化后增加2条股道并新建货场:269。

## 文化遗产
2013年1月5日，车站旧建筑以“唐官屯火车站”的名义被天津市人民政府公布为第四批天津市文物保护单位。